# Гроза (канонерская лодка, 1880)
«Гроза» — деревянная винтовая мореходная канонерская лодка Российского императорского флота, одна из восьми типа «Дождь». 1 февраля 1892 года «Гроза» была переклассифицирована в канонерскую лодку береговой обороны.

## Строительство
В марте 1879 года Адмиралтейств-совет принял решение для усиления обороны Кронштадта построить 4 новые канонерские лодки типа «Дождь». Две по чертежам канонерки «Туча» и две по чертежам канонерки «Бурун» — получившие названия «Гроза» и «Буря». Данные лодки строились для смены канонерок, построенных в годы Крымской войны. И являлись важным элементом в комплексе средств береговой обороны Кронштадта. Управляющий Морским министерством адмирал Н. К. Краббе считал, что «…лодки должны были в мирное время удовлетворять обыкновенным потребностям портов и гидрографии и вместе с тем быть способными „принести действительную пользу в военное время“».
Канонерская лодка «Гроза» была заложена в Санкт-Петербурге 22 августа 1879 года на Новом адмиралтействе. Строителем назначен И. Е. Леонтьев. 24 ноября 1879 года зачислена в списки судов Балтийского флота. Листовое железо и медь для постройки лодки поставлял Ижорский завод. Дельные вещи изготавливались на Кронштадтском пароходном заводе. Лодка спущена на воду в 5 июля 1880 года, одновременно с «Бурей». Достройка и оснащение канонерки происходили на плаву. «Гроза» вошла в строй в конце 1881 года.

## Конструкция
Лодки «Гроза», «Туча» и «Буря» были построены по чертежам первой серийной лодки «Бурун» и имели несколько отличительные характеристики от других лодок проекта.
Лодка имела длину 36,4 метра (38,4 м — максимальная), ширину 8,84 метра. Средняя осадка составляла 2,39 метра. Проектное водоизмещение 383 тонны, полное 424 тонны. Конструкция корпуса лодки была смешанной — киль, обшивка корпуса и палубный настил изготовлялись из дерева; шпангоуты, стрингеры и бимсы — из железа.

### Главные механизмы

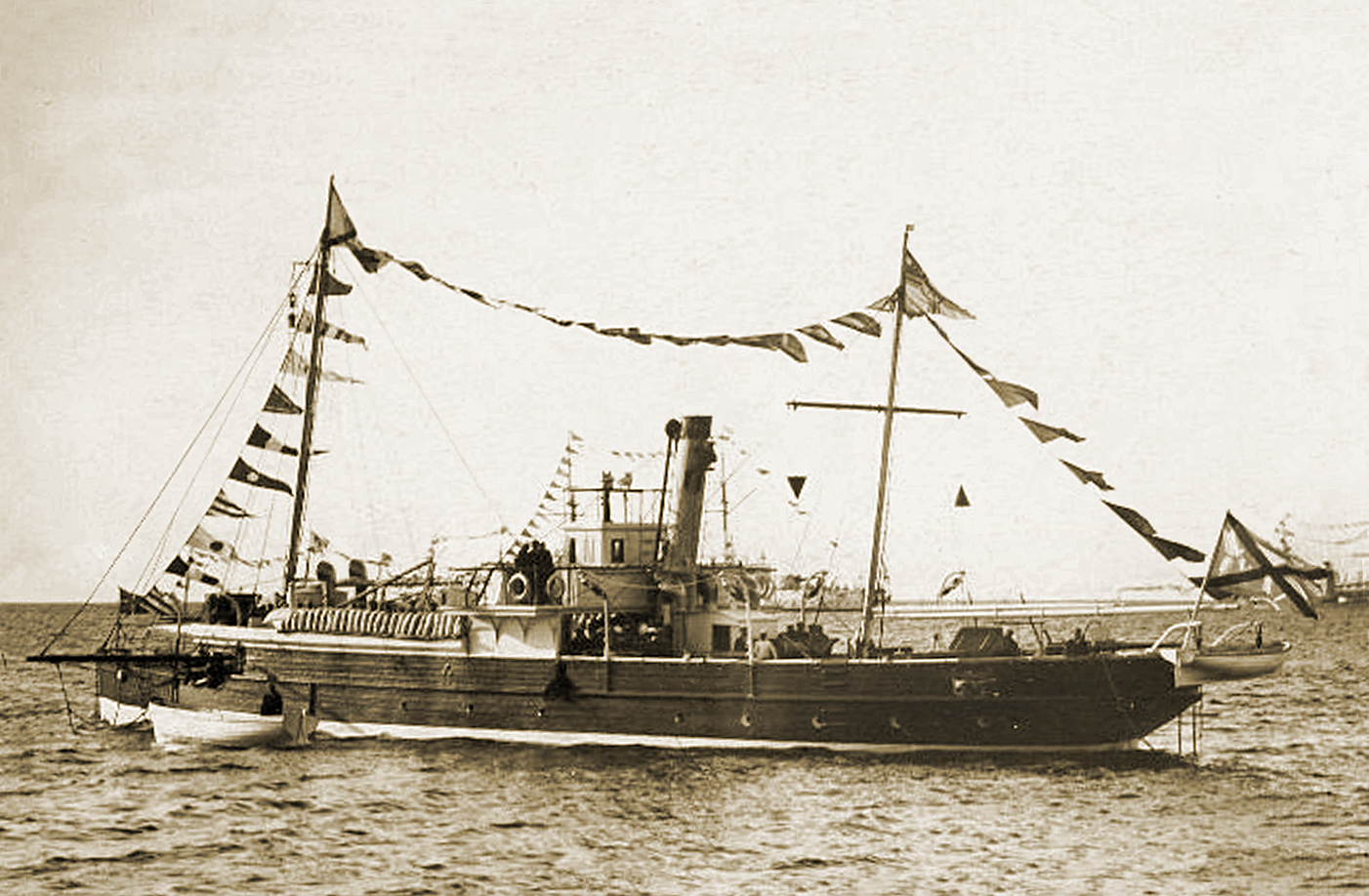
«Гроза» в праздничной расцветке

Главные механизмы (две паровые машины) были изготовлены на Ижорском заводе. Их общая проектная мощность составляла 241 индикаторных л. с. (2 × 120,5 и.л.с.). На испытаниях лодка смогла развить скорость 7 узлов, максимальная скорость — 7,5 узлов. Дальность плавания по запасам угля составляла 800 миль и 1000 миль с топливом в перегруз. Движителем являлись два винта фиксированного шага. Как вспомогательный движитель использовались паруса, размещённые на двух мачтах.

### Вооружение
Канонерская лодка «Гроза» имела в качестве главного калибра 11-дм (280-мм) пушку образца 1877 года производства Обуховского сталелитейного завода. Она размещалась на опускаемой платформе на станке Попова на переднем штыре. Пушка могла вести огонь как гранатами, так и шрапнелью. Также на «Грозе» были установлены две пятиствольные 37-мм пушки Гочкиса. Обслуга состояла из 18 человек.
В середине 1890 годов лодка прошла перевооружение — она получила две 75-мм/50 пушки Канэ, шесть 9-фн (107-мм/20) пушек образца 1877 года и две 37-мм пушки Максима. А 11-дм пушка, фактически до 1902 года, находилась на хранении в Кронштадтском арсенале.

## Служба
Со вводом в строй, канонерка входила в отряд, который крейсировал в финских шхерах и Моонзундском архипелаге.
С середины 1880 годов лодка была причислена к Учебно-артиллерийской команде.
С 9 по 30 мая 1886 года канонерка участвовала в промере Абосских шхер.
1 февраля 1892 года «Гроза» была переклассифицирована в канонерскую лодку береговой обороны.
5 января 1906 года «Гроза» выведена из боевого состава Балтийского флота, после чего разоружена и сдана к Кронштадтскому порту на хранение. 14 августа 1907 года лодка исключена из списков судов и продана на слом.

## Известные люди, служившие на корабле

### Командиры
- ??.??.1885—??.??.1885 капитан 2-го ранга В. К. Витгефт
- 31.01.1887[4]—??.??.1888 капитан 2-го ранга П. А. Безобразов
- 08.10.1888—04.03.1889 капитан 2-го ранга Н. И. Небогатов
- 24.06.1889—19.03.1890 капитан 2-го ранга И. И. Подъяпольский
- ??.??.1890—??.??.1890 капитан 2-го ранга Э. А. Штакельберг
- 01.01.1893—13.03.1893 капитан 2-го ранга Ф. Ф. Сильман
- 06.12.1898—06.12.1899 капитан 2-го ранга Н. Г. Лишин
- 28.01.1902—22.03.1904 капитан 2-го ранга С. Ф. Васильковский (одновременно, с 28.04.1903 — флагманский артиллерийский офицер Походного штаба начальника УАО БФ)

### Другие должности
- 09.05.1886—30.05.1886 мичман С. Ф. Васильковский
- ??.??.1899—??.??.1900 артиллерийский офицер 1-го разряда П. Г. Степанов
- 08.06.1904—02.08.1904 прапорщик А. П. Чегодаев